# Plumbagin
| Plumbagin |                                                               |
| A plumbagin szerkezeti képlete                                                                                  |                                                               |
| A plumbagin pálcikamodellje                                                                                     |                                                               |
| IUPAC-név | 5-hidroxi-2-metilnaftalin-1,4-dion                            |
| Kémiai azonosítók                                                                                               |                                                               |
| CAS-szám | 481-42-5                                                      |
| PubChem | 10205                                                         |
| ChemSpider | 9790                                                          |
| EINECS-szám | 207-569-6                                                     |
| DrugBank | DB17048                                                       |
| KEGG | C10387                                                        |
| ChEBI | 8273                                                          |
| SMILES | O=C\2c1c(O)cccc1C(=O)/C(=C/2)C                                |
| InChI | 1/C11H8O3/c1-6-5-9(13)10-7(11(6)14)3-2-4-8(10)12/h2-5,12H,1H3 |
| InChIKey | VCMMXZQDRFWYSE-UHFFFAOYSA-N                                   |
| Beilstein | 1870475                                                       |
| Gmelin | 959690                                                        |
| UNII | YAS4TBQ4OQ                                                    |
| ChEMBL | 295316                                                        |
| Kémiai és fizikai tulajdonságok                                                                                 |                                                               |
| Kémiai képlet                                                                                                   | C11H8O3                                                       |
| Moláris tömeg                                                                                                   | 188,17942 g/mol                                               |
| Ha másként nem jelöljük, az adatok az anyag standardállapotára (100 kPa) és 25 °C-os hőmérsékletre vonatkoznak. |                                                               |

A plumbagin vagy 5-hidroxi-2-metil-1,4-naftokinon szerves vegyület, összegképlete C11H8O3. A toxinok közé sorolják genotoxikus és mutagén hatása miatt.
A plumbagin sárga színezék, formálisan a naftokinonból származtatható.
Nevét a kékgyökér (Plumbago) nemzetség után kapta, melyből eredetileg elkülönítették.
Rendszerint előfordul a harmatfű és kancsóka nemzetségbe tartozó rovaremésztő növényekben. Megtalálható a fekete dió csonthéjas termésében is.

## Farmakológiai tulajdonságai
A különböző sejt- és állatmodellekben az alábbi tulajdonságokat írták le:
- antimikrobás,[7][8]
- maláriaellenes,[9]
- gyulladáscsökkentő,[10]
- rákellenes,[11][12][13]
- szívműködést elősegítő,[14]
- immunoszupresszáns,[15]
- fogamzásgátló hatás,[16]
- neuroprotektív,[17]
- arterioszklerózis elleni hatások.[18]

## Fordítás
Ez a szócikk részben vagy egészben  a   Plumbagin című angol Wikipédia-szócikk ezen változatának fordításán alapul.  Az eredeti cikk szerkesztőit annak laptörténete sorolja fel. Ez a jelzés csupán a megfogalmazás eredetét és a szerzői jogokat jelzi, nem szolgál a cikkben szereplő információk forrásmegjelöléseként.